# Caserne Thiry
La caserne Thiry, connue d'abord sous le nom de caserne Sainte-Catherine, est une caserne située près de la porte Sainte-Catherine à Nancy. Elle fut construite de 1764 à 1769 sur les plans de l'architecte Richard Mique, sur ordre de Louis XV, peu avant le rattachement de la Lorraine à la France.

## Description
Elle comprend trois corps de bâtiments identiques dessinant une vaste cour rectangulaire ; le bâtiment situé parallèlement à la rue Sainte-Catherine porte un fronton historié.

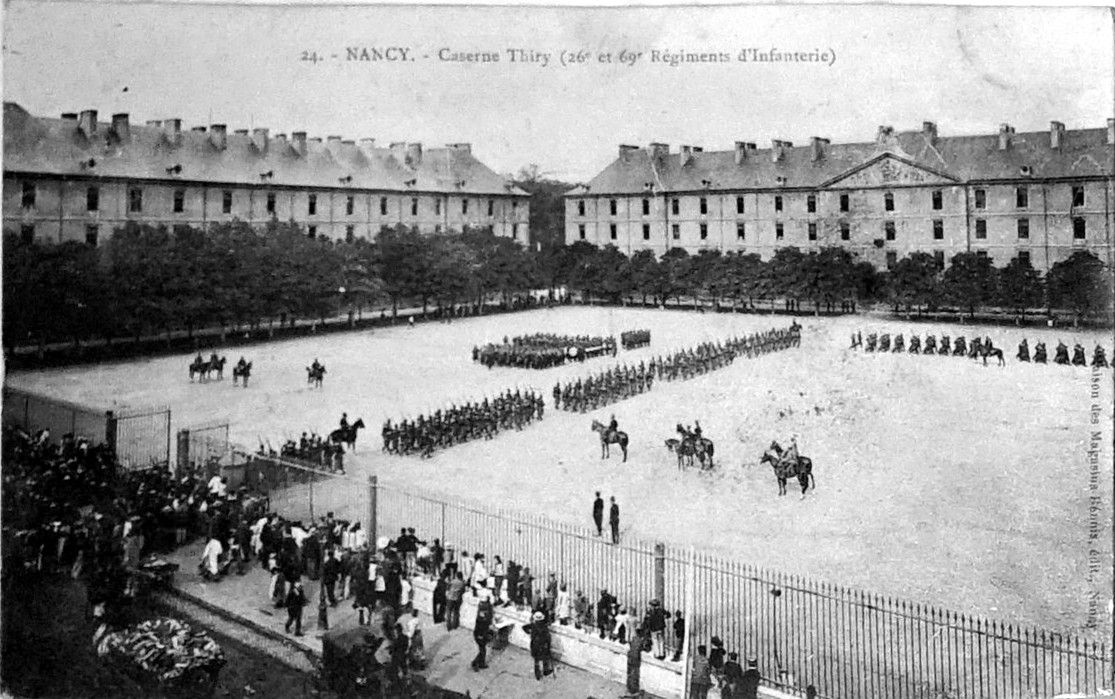
En 1906, les 26e et 69e R.I.

La caserne était primitivement située hors des murs de la ville, mais la porte Sainte-Catherine fut déplacée de quelques centaines de mètres en 1768 lors de l’inauguration de la caserne, ainsi, elle se trouva incluse dans le périmètre urbain.
L'empereur François-Joseph (descendant direct des ducs de Lorraine) qui la visita un siècle après sa construction la déclara une des plus fonctionnelles d'Europe.
Durant la Seconde Guerre Mondiale elle sera renommée Caserne Adolf Hitler.
Les façades et les toitures ont été inscrites aux monuments historiques par arrêté du 30 octobre 1952.
Avec la réforme des armées, une bonne partie des militaires se sont retrouvés dispersés dans d'autres casernes nancéiennes, dont une partie de l'Armée de terre.
Depuis 2024, à la suite d’une réhabilitation complète des deux bâtiments latéraux, la caserne Thiry a été partiellement transformée en cité administrative, accueillant maintenant divers services administratifs dont la DDFIP. Le bâtiment principal de la caserne est toujours occupé par l'armée (Service de l'énergie opérationnelle), ainsi que le bout du bâtiment latéral ouest (centre information recrutement des forces armées).

## Représentations

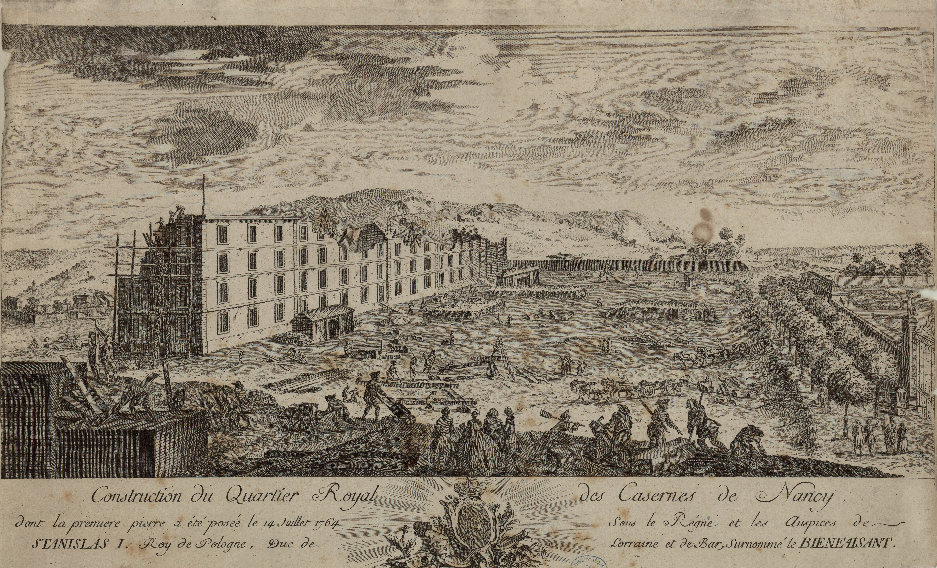
Gravure à l'eau-forte par Dominique Collin représentant la construction de la caserne Sainte-Catherine (actuelle caserne Thiry) de Nancy, 1765.

Dominique Collin et son fils, Yves-Dominique Collin, ont travaillé à représenter la caserne Thiry, autrefois appelée caserne Sainte-Catherine. 
Dominique Collin avait été chargé par Stanislas Leszczynski de graver le début des travaux. Présent le jour de la cérémonie de pose de la première pierre, il avait présenté les travaux dans un état plus avancé qu'ils ne l'étaient réellement, en 1764. On pouvait notamment y voir le roi de Pologne en pleine discussion avec l'architecte Richard Mique et le jardin botanique à l'arrière-plan.

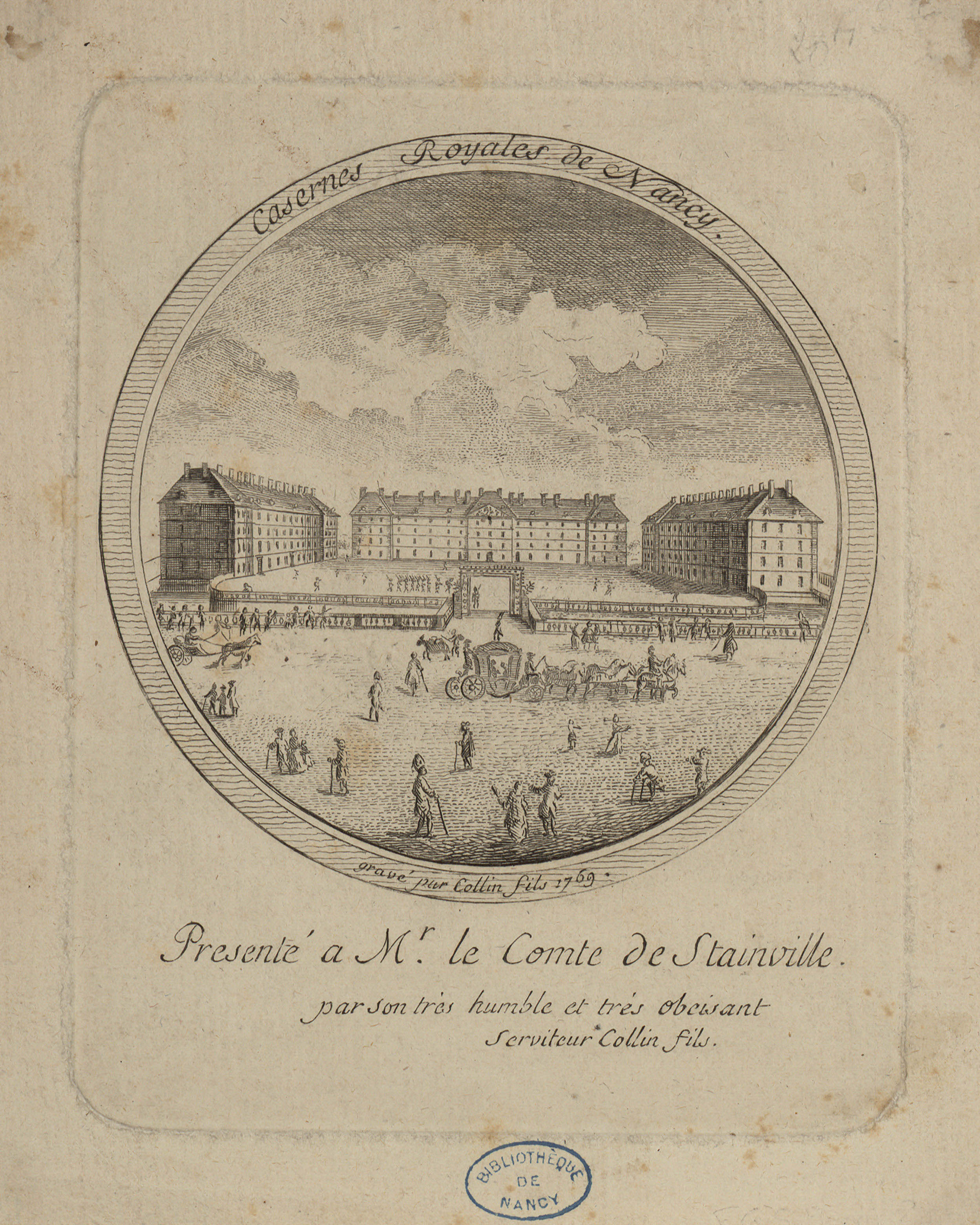
Gravure par Yves-Dominique Collin représentant la Caserne Sainte-Catherine de Nancy après la fin des travaux, 1769.

Yves-Dominique Collin s'inscrit dans la lignée de son père en représentant la caserne Sainte-Catherine dans son état final, en 1769, dans une gravure de médaillon proposée au comte de Stainville (Étienne-François de Choiseul-Beaupré-Stainville). On peut notamment y voir les trois corps de logis et le fossé des casernes. L’état proposé dans cette gravure est celui qui subsiste jusqu’en 1851, l’accès se faisant par un pont et une porte en fer forgé détruits par la suite.